# Ранке, Герман
Ге́рман Ра́нке (нем. Hermann Ranke; 5 августа 1878, Бальгхайм — 22 апреля 1953, Фрайбург-им-Брайсгау) — немецкий египтолог.

## Биография
Герман Ранке — старший из троих сыновей лютеранского священника Леопольда Фридриха Ранке и его второй супруги Юлии, урождённой Бевер (1850—1924). Брат Отто стал психиатром, брат Фридрих — филологом. Герман вырос в Любеке, учился в любекской гимназии Катаринеум и затем начинал изучать теологию, но в 1899 году перешёл в Мюнхенский университет, где обучался восточным языкам и египтологии. В 1902 году защитил докторскую диссертацию о личных именах в документах династии Хаммурапи, получил стипендию Пенсильванского университета в Филадельфии. Вернувшись в Германию, Ранке получил место в египетском отделе Государственных музеев Берлина. В 1910 году ему было предложено место преподавателя египтологии в Гейдельбергском университете, где в 1910 году получил звание профессора и заведовал Египтологическим институтом.
В 1913 году Ранке был принят в члены Гейдельбергской академии наук. В 1912—1913 и 1924 годах Ранке принимал участие в нескольких экспедициях и раскопках в Египте. Во время третьего сезона раскопок, проводившихся Германским восточным обществом с ноября 1912 по март 1913 года в Амарне, работал ассистентом Людвига Борхардта. 6 декабря 1912 года присутствовал на месте обнаружения бюста Нефертити. Во время Первой мировой войны Герман Ранке служил в кайзеровской армии и в 1916 году за свои заслуги был награждён Железным крестом 2-й степени. Зиму 1932 года Ранке проработал приглашённым профессором в Висконсинском университете в США.
В 1937 году при национал-социалистах Ранке был отправлен в отставку в связи с тем, что был женат на художнице еврейского происхождения Марии Штейн-Ранке. По окончании Второй мировой войны решение об отставке Ранке было отменено. В 1938—1942 годах Ранке занимался преподавательской деятельностью в США. В 1942 году он вернулся в Германию через Стокгольм и в 1945 году вновь был принят преподавателем в Гейдельбергский университет.

## Сочинения
- Die Personennamen in den Urkunden der Hammurabidynastie. Ein Beitrag zur Kenntnis der semitischen Namenbildung. München 1902.
- Babylonian Legal and Buisseness Documents from the Time of The First Dynasty of Babylon, Chiefly from Sippar. 1906.
- Keilschriftliches Material zur altägyptischen Vokalisation. Abhandlungen der Preußischen Akademie der Wissenschaften, 1910.
- Das altägyptische Schlangenspiel. Sitzungsbericht der Heidelberger Akademie der Wissenschaften, 1920.
- mit Adolf Erman: Ägypten und ägyptisches Leben im Altertum. Tübingen 1923.
- Der Gilgamesch-Epos. (Übersetzung). Hamburg 1924.
- mit Hugo Gressmann, Erich Ebeling: Altorientalische Texte zum Alten Testament. Berlin 1926.
- Die ägyptischen Personennamen. Band 1-3. Augustin, Glückstadt u. a. 1935, 1952, 1977 ().
- J. H. Breasteds Geschichte Ägyptens. (Übersetzung). Zürich 1936.
- Meisterwerke der Ägyptischen Kunst. Berlin, Darmstadt 1948.